# I Know There's an Answer
I Know There's an Answer è un brano musicale del gruppo pop rock statunitense The Beach Boys, contenuto nel loro album Pet Sounds del 1966. È la nona traccia sul disco. La canzone venne composta e prodotta da Brian Wilson su testi di Terry Sachen (all'epoca road manager del gruppo) e Mike Love. 
La composizione, fortemente influenzata dalle droghe psichedeliche, fu scritta durante la seconda occasione nella quale Brian prese dell'LSD. A proposito di ciò, successivamente Wilson affermò: "«Si. Prendevo un sacco di droghe, ed ero dentro quel genere di cose. Penso che la canzone mi venne spontanea». Il titolo originario del brano avrebbe dovuto essere Hang on to Your Ego ("Aggrappati al tuo Ego"), ma parte del testo ed il titolo furono cambiati su richiesta di Mike Love perché troppo correlati all'utilizzo di LSD. In seguito, Hang on to Your Ego è stata inclusa come bonus track nelle ristampe in formato CD di Pet Sounds degli anni novanta e duemila.

## Il brano
In uno stadio di lavorazione preliminare, la composizione veniva identificata con il titolo Let go of Your Ego. Quando poi venne modificato in Hang on to Your Ego, Brian cantò la traccia vocale principale. Però, Mike Love si lamentò del fatto che la possibile connotazione "drogata" della canzone non fosse nello stile dei Beach Boys: «Sapevo che Brian stava cominciando a sperimentare l'LSD e altri psichedelici. Nelle credenze più popolari legate alla droga si credeva che l'LSD distruggesse l'ego, come se fosse stata una cosa positiva... Io non ero interessato a prendere acido e a sbarazzarmi del mio ego». Jardine ricorda che la decisione ultima di modificare il testo del brano fu comunque di Wilson: «Brian era molto preoccupato. Voleva sapere cosa ne pensavamo noi. Per essere onesti, penso che ai tempi non sapessimo nemmeno cosa fosse un ego... Infine Brian decise, e disse: "Lasciamo perdere. Cambio il testo. Ci sono troppe polemiche"». Reintitolata I Know There's An Answer e con qualche altra modifica minore al testo, la canzone venne cantata da Mike Love e Al Jardine con Brian Wilson come voce principale nel ritornello. Nonostante le modifiche, nella canzone venne mantenuta la strofa velatamente "psichedelica": «They trip through their day and waste all their thoughts at night». La tematica della versione riveduta e corretta poi pubblicata su Pet Sounds è un utopico e speranzoso invito alle persone a vivere la propria vita nel migliore dei modi. Il ritornello del brano recita: «I know there's an answer/I know now but I have to find it by myself» ("So che c'è una risposta/Adesso lo so, ma devo trovarla da solo").

## Cover
La canzone, come Hang On to Your Ego, è stata reinterpretata da Frank Black nel suo omonimo album solista del 1993. La cover si discosta molto dall'originale essendo fortemente influenzata dal sound anni ottanta dei sintetizzatori, anche se Black si sforza persino di cantare nello stile di Brian. I Sonic Youth hanno reinterpretato il brano I Know There's an Answer nel 1990. La loro versione è stata inclusa come bonus track nella ristampa dell'album Goo.

## Formazione
- Brian Wilson - voce solista
- Carl Wilson - cori
- Dennis Wilson - cori
- Al Jardine - voce solista
- Bruce Johnston - cori
- Mike Love - voce solista
- Hal Blaine - batteria
- Glen Campbell - banjo
- Al de Lory - pianoforte honky-tonk
- Steve Douglas - sax tenore
- Jim Horn - sax tenore
- Paul Horn - sax tenore
- Bobby Klein - sax tenore
- Barney Kessel - chitarra
- Larry Knechtel - organo Hammond[3]
- Jay Migliori - sax baritono
- Tommy Morgan - armonica
- Ray Pohlman - basso
- Lyle Ritz - contrabbasso
- Julius Wechter - percussioni